# Diocèse de San Miguel en Argentine
Ne doit pas être confondu avec Diocèse de San Miguel.
Le diocèse de San Miguel (en latin : Dioecesis Dioecesis Sancti Michaëlis in Argentina ; en espagnol : Diócesis de San Miguel) est un diocèse de l'Église catholique en Argentine, suffragant de l'archidiocèse de Buenos Aires.

## Territoire
Il comprend les arrondissements de San Miguel, Malvinas Argentinas, José Clemente Paz ainsi qu'une partie de l'arrondissement de Pilar dans la province de Buenos Aires. 
Il possède un territoire d'une superficie de 206 km2 divisé en 30 paroisses.  Le siège épiscopal est dans la ville de San Miguel où se trouve la cathédrale Saint-Michel-Archange.

## Historique
Le diocèse est érigé le 11 juillet 1978 par la constitution apostolique Tutius ut consuleretur du pape Paul VI en prenant sur le territoire du diocèse de San Martín.
Par un décret du 18 septembre 2003 la congrégation pour le culte divin et la discipline des sacrements confirme que Notre-Dame de Luján (es) est la patronne principale du diocèse.

## Évêques
- Horacio Alberto Bózzoli (11 juillet 1978 - 19 janvier 1983), nommé archevêque de Tucumán
- José Manuel Lorenzo (26 novembre 1983 - 12 novembre 1994)
- Abelardo Francisco Silva (12 novembre 1994 - 17 mai 2000)
- José Luis Mollaghan (17 mai 2000 - 22 décembre 2005), nommé archevêque de Rosario
- Sergio Alfredo Fenoy (5 décembre 2006 - 17 avril 2018), nommé archevêque de Santa Fe de la Vera Cruz
- Damián Nannini, depuis le 7 novembre 2018